# RTAudio
RT오디오는 마이크로소프트가 개발한 적응 광대역 음성 코덱이다. 마이크로소프트 오피스 커뮤니케이션서버(OCS)와 OCS관련 클라이언트 등에 사용된다.